# V337 Водолея
V337 Водолея (лат. V337 Aquarii) — одиночная переменная звезда в созвездии Водолея на расстоянии приблизительно 1820 световых лет (около 558 парсеков) от Солнца. Видимая звёздная величина звезды — от +12,2m до +11,3m.

## Характеристики
V337 Водолея — оранжевая эруптивная переменная звезда типа RS Гончих Псов (RS) спектрального класса K. Радиус — около 5,27 солнечных, светимость — около 10,567 солнечных. Эффективная температура — около 4532 К.